# Juha Sihvola
Juha Kalle Sakari Sihvola, född 29 augusti 1957 i Sippola, död 14 juni 2012 i Helsingfors, var en finländsk historiker och filosof. 
Sihvola studerade vid Helsingfors universitet, vid Institutum Romanum Finlandiae i Rom samt i USA vid Brown University, Harvard University och Center for Hellenic Studies i Washington DC. Han innehade olika forskarbefattningar vid Finlands Akademi 1983–2000, blev filosofie doktor 1990 och professor i allmän historia vid Jyväskylä universitet 2000; han förestod Helsingfors universitets forskarkollegium 2004–2009. 
Sihvola gjorde sig bemärkt som forskare i antikens filosofi, främst Aristoteles och hellenismen. Han skrev också några populärvetenskapliga böcker. Bland hans arbeten kan nämnas Decay, Progress, the Good Life? Hesiod and Protagoras on the Development of Culture (1989), Hyvän elämän politiikka (1994), Antiikin filosofia ja aatemaailma (tillsammans med Holger Thesleff 1994), Toivon vuosituhat (1998) och Maailmankansalaisen etiikka (2004). Han redigerade också ett antal essäsamlingar. 

### Fotnoter
1. ↑  Historioitsija ja filosofi Juha Sihvola on kuollut (på finska), läs online.[källa från Wikidata]
2. ↑  Library of Congress Authorities, USA:s kongressbibliotek, id-nummer i USA:s kongressbiblioteks katalog: nr91019114, läst: 19 december 2019.[källa från Wikidata]